# The Forgotten Prisoners
"The Forgotten Prisoners" ou em português "Os Prisioneiros Esquecidos" é um artigo de Peter Benenson publicado no The Observer em 28 de maio de 1961. Citando os artigos 18 e 19 da Declaração Universal dos Direitos Humanos, anunciou uma campanha sobre "Apelo pela Anistia, 1961" e pediu "ação comum". A matéria também lançou o livro Persecution 1961 e suas histórias do médico Agostinho Neto, do filósofo Constantin Noica, do advogado Antonio Amat e de Ashton Jones e Patrick Duncan.
Benenson supostamente escreveu seu artigo depois de saber que dois estudantes portugueses de Coimbra foram presos em Portugal por fazerem um brinde à liberdade. O artigo foi reimpresso em jornais de todo o mundo e provocou uma enxurrada de respostas dos leitores, reunindo grupos em vários países para examinar os abusos dos direitos humanos.
Enquanto, em 2015, a história original ainda precisa ser verificada, o apelo marca o início da Anistia Internacional, fundada em Londres no mesmo ano após a publicação depois que Benenson recrutou um deputado conservador, um liberal e um trabalhista.